# تمثل ديني
في الدين، التمثل أو الاستيعاب الديني يشير إلى وجود شخصية أو جوانب من ديانة في ديانة أخرى. وهي مشابهة للإجمالية الدينية والتعددية وتتميز عن التفردية الدينية.
ويشمل الاستيعاب الديني تلقين الأطفال من قبل والديهم، فضلاً عن التحول الديني. من المهم إن لم يكن الأهم في موضوع التمثل الديني، تمركُز الاستيعاب الثقافي والعادات الاجتماعية واللغة.
مثال على التمثل الديني في الديانات التاريخية هو التوفيقية التي يمارسها الإغريق والرومان.